# Nygårdskirken
Nygårdskirken er en kirke i Nygårds Sogn i Brøndbyøster. Kirken ligger på Brøndby Nord Vej.

## Historie
Kirkens arkitekt var Jens-Erik Jensen, Bramdrupdam.

## Kirkebygningen
Tekst mangler, hjælp os med at skrive teksten

## Eksterne kilder og henvisninger
- Nygårdskirken hos KortTilKirken.dk